# 新蜀报
《新蜀报》於1921年1月31日在重庆正式成立创刊。发起人主要为“少年中国学会”副主任陈愚生等人，具体由当时的川军将领鲜英和罗仪三等人筹资兴办，他们公开的宣布的办报宗旨是：“输入新文化，交流新知识。”首任社长为陈愚生，总编辑为刘泗英。最开始《新蜀报》是由地方军阀出资创办的，后期随着报纸的发展有了一定的社会影响力。在《新蜀报》近三十年的发展历史中，有不少革命家、思想家、理论家参与其中，特别是抗战时期，重庆成为中国文化的中心之一，《新蜀报》的影响力也不断提高。

## 历史
1921年2月，一批少年中国学会会员陈愚生、刘泗英、穆济波等在四川新文化运动中心之一的重庆市商业广场白象街，发起曾氏创办《新蜀报》。从创刊的第一天起，就积极投入到四川方兴未艾的翻地反封建的群众运动中。
1921年5月，《新蜀报》不顾军阀政府禁令，支持重庆学生抵制日货，发表了文章谴责买办商人和军阀对学生的镇压，引起了重庆商会和当局的不满。
1922年5月29日被政府当局勒令停刊改组，后由法国勤工俭学返川的陈毅、周钦岳（1889年－1984年，四川巴县人），分别出任编辑。
1923年春，萧楚女（1893年－1927年）接任陈毅为主笔。从此，《新蜀报》便以崭新的姿态屹立于四川报界，为日益高涨的人民革命大浪潮推波助澜。
1935年初，蒋介石与统一了四川的军阀刘湘矛盾激化。中共中央特科派遣共产党员张曙时入川争取刘湘抗日反蒋，刘湘亦感到需要广罗人才，以维护其四川地盘。周钦岳便在这个时机，于1935年夏天返回重庆，并出任《新蜀报》总经理。
1945年5月，《新蜀报》终被国民党当局指使特务分子强行霸占，周钦岳被排挤，后经香港转赴解放区。此后《新蜀报》逐渐衰落，于1950年停刊。

## 影响
《新蜀报》在其15年间的历史生涯中，由地方性“言论报纸”逐步提升为具有全国影响力的集言论与报道为一体的大众传媒，基本顺应了时代潮流和人民呼声，为推动四川的革命前进作出过较大的贡献。